# Cuneus (insect)

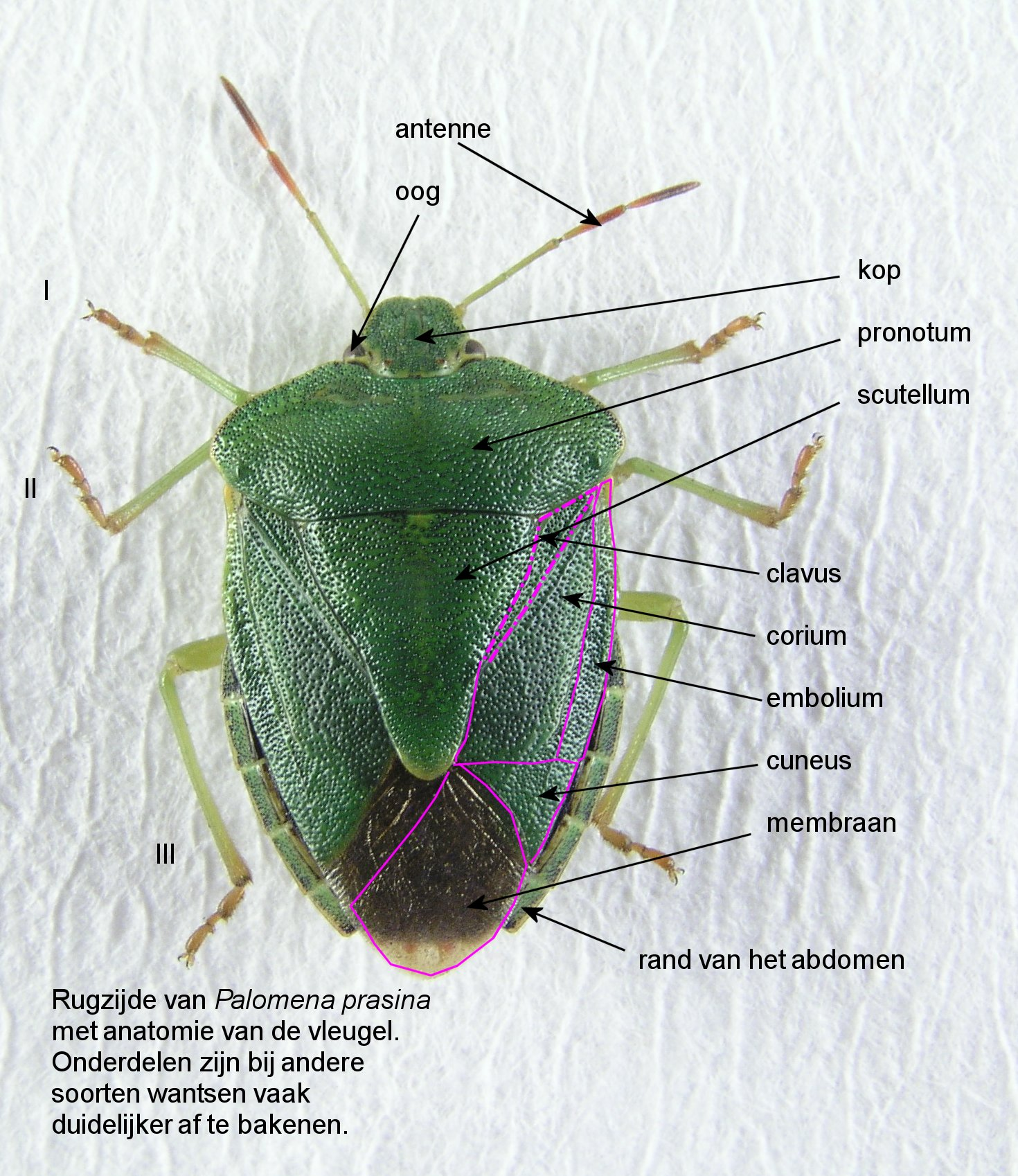
Locatie van de cuneus bij de groene stinkwants (Palomena prasina)

De cuneus (Latijn voor "wig", meervoud, cunei) is een deel van de voorvleugel van bepaalde wantsen. De voorvleugel wordt bij wantsen wel het hemi-elytrum genoemd. De cuneus wordt van het corium gescheiden door een groef. Aan de andere kant grenst het aan het membraanachtige gedeelte van de vleugel.